# Ga Uiwang
Ga Uiwang (Tiếng Hàn: 의왕역, Hanja: 義王驛) ga đường sắt trên Tuyến Gyeongbu và Tuyến cơ sở vận chuyển hàng hóa Nambu ở Sam-dong, Uiwang-si, Gyeonggi-do. Hoạt động kinh doanh chính của công ty là xử lý hành khách cho các chuyến tàu chở hàng và Tàu điện ngầm vùng thủ đô Seoul tuyến 1.

## Lịch sử
Ga Uiwang mở cửa vào ngày 1 tháng 5 năm 1944, dưới tên Ga Bugok (부곡역/富谷驛), một cái tên lấy từ "dong" mà nó tọa lạc. Các chuyến tàu trên Tàu điện ngầm vùng thủ đô Seoul bắt đầu ghé ga vào ngày 15 tháng 8 năm 1974. Nhà ga hiện tại được hoàn thành vào ngày 17 tháng 2 năm 2002. Ngày 25 tháng 6 năm 2004, nhà ga đổi tên thành Uiwang và gần ba năm sau, vào ngày 20 tháng 2 năm 2007, tên Hanja đổi từ 儀旺驛 thành 義王驛.

## Bố trí ga
| ↑ Obong                | ↑ Obong                | ↑ Obong                | ↑ Obong                | ↑ Dangjeong · Geumjeong | ↑ Dangjeong · Geumjeong | ↑ Dangjeong · Geumjeong | Dangjeong · Geumjeong ↓ | Dangjeong · Geumjeong ↓ | Dangjeong · Geumjeong ↓ | Obong ↓                | Obong ↓                | Obong ↓                | Obong ↓                |
| ...                    |                        |                        |                        |                         | ４３                    |                         |                         | ２１                    |                         |                        |                        |                        | ...                    |
| ↑ Đại học Sungkyunkwan | ↑ Đại học Sungkyunkwan | ↑ Đại học Sungkyunkwan | ↑ Đại học Sungkyunkwan | ↑ Đại học Sungkyunkwan  | ↑ Đại học Sungkyunkwan  | ↑ Đại học Sungkyunkwan  | Đại học Sungkyunkwan ↓  | Đại học Sungkyunkwan ↓  | Đại học Sungkyunkwan ↓  | Đại học Sungkyunkwan ↓ | Đại học Sungkyunkwan ↓ | Đại học Sungkyunkwan ↓ | Đại học Sungkyunkwan ↓ |

| 1 | ● Tuyến 1 | Địa phương·Tốc hành A | → Hướng đi Đại học Sungkyunkwan · Seodongtan · Cheonan · Sinchang → |
| 2 | ● Tuyến 1 | Tốc hành B            | → Hướng đi Đại học Sungkyunkwan · Suwon · Cheonan →                 |
| 3 | ● Tuyến 1 | Tốc hành B            | ← Hướng đi Gunpo · Anyang · Yeongdeungpo · Seoul                    |
| 4 | ● Tuyến 1 | Địa phương·Tốc hành A | ← Hướng đi Anyang · Guro · Yeongdeungpo · Yongsan                   |